# عوالق

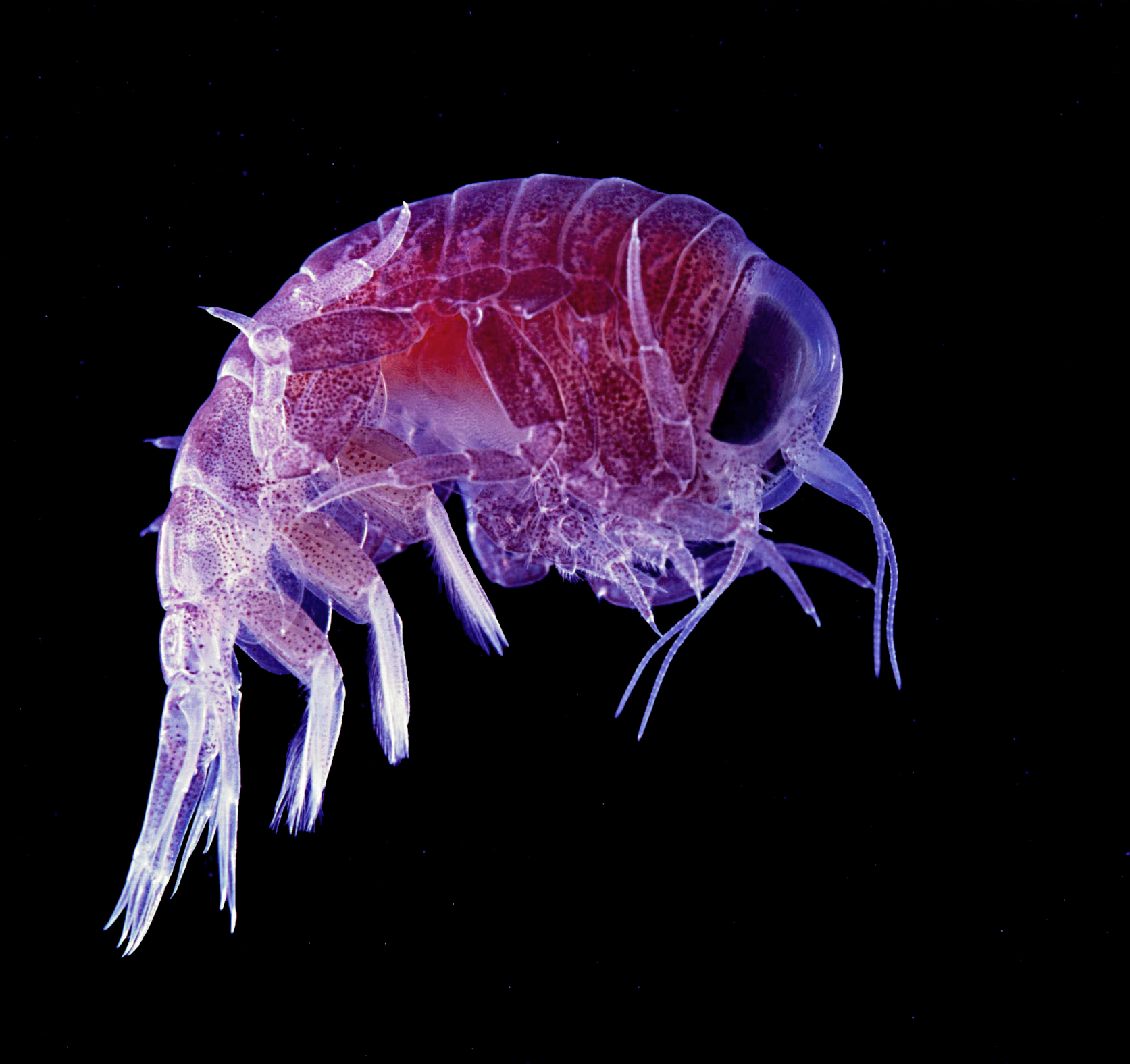
مزدوجات الأرجل، نوع من العوالق

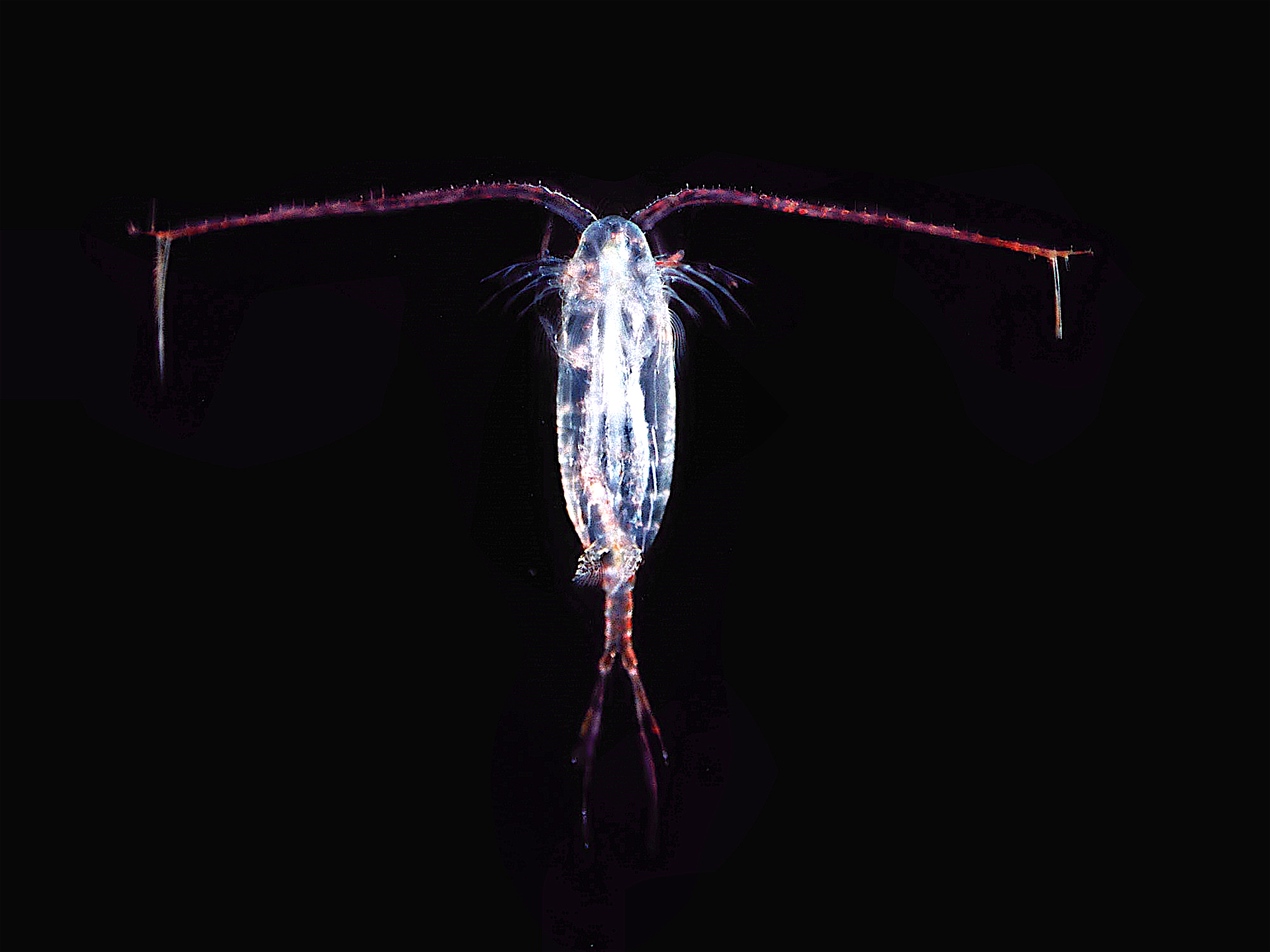
مجدافيات الأرجل، نوع من العوالق

العوالق أو الطَوْح أو البلانكتون (بالإنجليزية: Plankton)‏ (اليونانية القديمة πλανκτός / planktos) هي مجموعة من الكائنات الحية التي تعيش في المياه العذبة، المالحة (الأجاج) . تعيش في كثير من الأحيان معلقة وعلى ما يبدو بشكل سلبي مثل : الأمشاج، اليرقات، وحيوانات غير قادرة على سباحة ضد التيار (القشريات الصغيرة، العوالق وقناديل البحر) والنباتات المجهرية والطحالب. يتم تعريف العوالق أو الكائنات الهائمة على أساس مكانها المناسب الإيكولوجية بدلا من معايير تصنيفية أو النشوء والتطور.
العوالق هي أساس العديد من الشبكات الغذائية. فإنه الغذاء الرئيسي لحيتان الباليني، بلح البحر، والمحار، لكنه يمكن أن تسبب التسمم أحيانا.العوالق النباتية وحدها تشكل حوالي 50٪ من المواد العضوية المنتجة على هذا الكوكب، ولكنها تبدو في انخفاض منتظم على مدى السنوات العشرين الماضية. تساهم العوالق الحيوانية بتحركاتها العموديية (دورات متعلقة بالضوء والمواسم) في اختلاط الطبقات المائية، وهو مظهر من مظاهر الخلط الطبيعي لم يتم التركيز عليه. توجد مثل هذه الظواهر أيضا في المياه العذبة (حركة برغوث الماء الدفنيا، على سبيل المثال).

## أنواع العوالق
يقسم البلانكتون إلى ثلاثة مجموعات وظيفية رئيسية:
- الفيتوبلانكتون: وهي التي تعيش بالقرب من سطح الماء وتعتمد على أشعة الشمس حيث تحصل على غذائها عن طريق عملية التمثيل الضوئي.
- الزوبلانكتون: وهي التي تتغذى على مجموعات البلانكتون الأصغر بالإضافة إلى بيوض ويرقات الكائنات الأخرى كالأسماك الصغيرة.
- البكتيريوبلانكتون: أو البلانكتون البكتيرية وتعمل على تفكيك المواد العضوية إلى مواد معدنية غير عضوية.